# James Worthy
James Ager Worthy (nascido em 27 de fevereiro de 1961) é um ex-jogador de basquete profissional americano que jogava como Ala e atualmente é comentarista, apresentador de televisão e analista.
Nomeado um dos 50 Maiores Jogadores da história da NBA, "Big Game James" foi sete vezes eleito pro NBA All-Star, três vezes campeão da NBA e MVP da NBA Finals de 1988 com o Los Angeles Lakers na National Basketball Association (NBA).
Ele foi um destaque na Universidade Estadual da Carolina do Norte e ganhou o título da NCAA de 1982, sendo nomeado o MVP do torneio. Ele foi a escolha No. 1 do Draft da NBA de 1982.

## Inicio da vida
Worthy nasceu em Gastonia, Carolina do Norte. Seus 21,5 pontos, 12,5 rebotes e 5,5 assistências por jogo durante sua temporada na Ashbrook High levaram a equipe a final do campeonato estadual. 
Ele foi selecionado para atuar no McDonald's All-American Game de 1979, que apresentava os futuros membros do Hall of Fame da NBA: Isiah Thomas, Dominique Wilkins e Ralph Sampson.

## Carreira universitária
Depois de terminar o ensino médio, Worthy frequentou a Universidade Estadual da Carolina do Norte (UNC). Um destaque imediato, seu primeiro ano foi interrompido perto do meio da temporada por uma lesão no tornozelo. No segundo ano, ele era um membro-chave da equipe que foi vice-campeã da NCAA em 1981, estrelando ao lado de Al Wood e Sam Perkins.
Como um Ala, Worthy foi o cestinha (15,6 pontos por jogo) da equipe campeã da NCAA que contou com uma das maiores coleções de talentos na história do basquete universitário, incluindo as futuras estrelas da NBA: Sam Perkins e Michael Jordan. Worthy dividiu o título de Jogador do Ano da faculdade com Ralph Sampson. Seus 28 pontos e 4 rebotes finalizaram uma performance de destaque em todo o torneio da NCAA, o que lhe valeu o prêmio de MVP. Uma enterrada em cima de Patrick Ewing com a legenda: "James Worthy bate a porta em Georgetown" foi a capa da Sports Illustrated.
Na sequência deste sucesso, Worthy decidiu renunciar ao seu último ano e entrar no Draft da NBA. Ele é um dos oito jogadores da UNC a ter seus números aposentados.

## Carreira na NBA

### Número 1 do Draft
O Los Angeles Lakers recebeu a primeira escolha do Cleveland Cavaliers em 1982 em uma troca por Don Ford. Os Cavaliers terminaram com o pior recorde da NBA na temporada 1981-82 e um cara-ou-coroa decidiu se eles ou o San Diego Clippers receberia a escolha número um no próximo draft.
Worthy imediatamente teve um impacto como novato, com média de 13,4 pontos por jogo. Com a sua velocidade e a capacidade dinâmica de marcar com qualquer uma das mãos, Worthy prosperou no ataque chamado de "Showtime" do Lakers. Seu ano de estreia terminou quando ele quebrou a perna em 10 de abril de 1983, enquanto pousava indevidamente depois de errar um arremesso contra o Phoenix Suns. Ele ainda foi nomeado para o Primeiro Time de Novatos de 1983, mas perdeu o resto da temporada e os playoffs.
De volta e saudável para a abertura da temporada de 1983-84, o jogo efetivo de Worthy logo o levou a substituir o All-Star e favorito dos fãs, Jamaal Wilkes, no time titular. Os Lakers dominaram os Playoffs da Conferência Oeste e enfrentaram o Boston Celtics nas finai mas os Lakers cometeram muitos erros cruciais durante a série que lhes custou o título. O Celtics viria a ganhar a série em 7 jogos e James Worthy foi muito bem nas finais com 22,1 pts por jogo com 63,8% arremessos acertados.

### "Big Game James"
Com o técnico, Pat Riley, não tendo ganhou ainda um anel de campeão, os Lakers estavam em uma missão de redenção em 1985. Mais uma vez encontraram os Celtics na final, mas desta vez decidido em favor de Los Angeles no famoso piso de madeira do Boston Garden.
Durante a disputa pelo título, Worthy emergiu como um jogador decisivo. Ele alcançou a média de 21,5 pontos por jogo com 62,2% de arremessos certos nos playoffs e 23,7 pontos por jogo contra os Celtics nas finais o confirmaram como um dos principais jogadores da liga. Foi também em 1985 que os óculos surgiram depois que Worthy sofreu uma córnea arranhada durante um jogo contra o Utah Jazz e começou a usar os óculos no próximo jogo em 15 de março contra o Spurs e pelo resto de sua carreira.
A temporada 1985-86 representou uma tremenda promessa para os Lakers, que decepcionou na final da Conferência Oeste quando perdeu para o Houston Rockets de Ralph Sampson. Worthy continuou melhorando, aumentando sua média de 17,6 para 20 pontos com 58% de arremessos certos e foi nomeado para o primeiro de sete aparições consecutivas no All-Star. Os Lakers perceberam que precisavam suprir a ausência de Kareem Abdul-Jabbar que estava envelhecendo e Worthy se reconectou com Magic Johnson em preparação para a próxima temporada.
Durante a temporada regular de 1986–1987, os Lakers contrataram Mychal Thompson para atender a necessidade de ajuda no campo de ataque. A equipe também fez a transição do time de Kareem para Magic e o resultado foi um recorde de 65-17 e o que muitos consideram um dos grandes times da NBA em todos os tempos, ganhando outro título da NBA sobre o Celtics. Worthy liderou a equipe com 23,6 pontos por jogo nos playoffs. Worthy teve uma série de grandes jogos durante este play-off de 87, em particular um desempenho de 39 pontos na vitória por 122-121 em Seattle no jogo 3 das finais da Conferência Oeste e 33 pontos, 10 assistências e 9 rebotes em uma vitória no jogo 1 nas finais da NBA contra o Celtics.
Mais uma vez Riley dirigiu o Lakers em 1987-88, e mais uma vez eles comemoraram o título do campeonato, os primeiros títulos consecutivos na NBA desde o Celtics em 68-69. Durante a temporada regular, Worthy teve uma média de 19,7 pontos. Worthy liderou a NBA em pontos marcados durante os play-offs. Durante as Finais contra os Pistons, Worthy mais uma vez se destacou, com média de 22 pontos, 7,4 rebotes e 4,4 assistências na série. Ele ganhou o prêmio de MVP da NBA Finals.
Na temporada 1988-89, os Lakers encontraram os Pistons em um revanche nas finais. Com Abdul-Jabbar jogando seus últimos jogos e Magic Johnson e Byron Scott não jogando em três jogos devido a contusões, Worthy teve média de 25,5 ponto, incluindo um jogo de 40 pontos no jogo 4.
Mesmo nas equipes dos Lakers que eram dominadas por Kareen Abdul-Jabbar e Magic Johnson, Worthy se destacou durante seus anos juntos. Worthy liderou os Lakers na pontuação no play-off em 1987 (23,6) e 1988 (21,1) e ficou em segundo lugar no campeonato de 1985 (21,5). Worthy sempre guardou suas melhores performances para os play-offs e teve uma média de 3,5 pontos a mais por jogo do que na temporada regular.
Na temporada de 1989-90, os Lakers tiveram um registro de 63-19 que foi o melhor da NBA, apesar da fricção interna que se desenvolveu durante o último ano de Pat Riley como treinador principal. Apesar das performances de Magic Johnson (25.2 ppg) e Worthy (24.2 ppg) nos play-offs, Los Angeles caiu nas semifinais da Conferência para o Phoenix Suns.
Eles voltaram para as finais em 1991, graças a média de 21.4 ppg de Worthy e à adição de Sam Perkins. Infelizmente, Worthy sofreu uma entorse de tornozelo no jogo 5 das finais da Conferência Oeste contra os Blazers e foi limitado indo para as Finais contra os Bulls. Apesar de Los Angeles ter conseguido uma vitória no primeiro jogo em Chicago, não foi o suficiente para um time do Chicago Bulls liderado por Michael Jordan. Os Lakers acabaram por perder em cinco jogos e Worthy ficou de fora do jogo 5 depois de voltar a lesionar o tornozelo no jogo 4. Essa seria a última oportunidade Worthy ganhar o quarto anel.
A súbita aposentadoria de Magic Johnson em novembro de 1991, levou os Lakers a um loop. Lesões e alta quilometragem logo significaram o fim de Worthy. A lesão no tornozelo durante os playoffs de 1991 e a cirurgia no joelho, em 1992, roubaram grande parte de sua rapidez e capacidade de salto. Depois de lutar com a dor no joelho na pré-temporada de 1994-1995, Worthy anunciou sua aposentadoria em novembro de 1994, após 12 temporadas na NBA.
Worthy jogou em 926 jogos da temporada regular da NBA, com média de 17,6 pontos, 5,1 rebotes e três assistências por jogo. Ele jogou em 143 jogos de play-offs e teve uma média de 21,1 pontos, 5,2 rebotes e 3,2 assistências por jogo. Em 34 jogos finais da NBA, ele teve uma média de 22,2 pontos por jogo.
Ele ocupa o sexto lugar na pontuação da história dos Lakers (16.320) e é o terceiro de todos os tempos em roubadas de bola (1.041). Eleito um dos 50 Maiores Jogadores da História da NBA em 1996, Worthy foi introduzido no Hall da Fama do Basquete em 2003. Sua camisa número 42 foi aposentada pelos Lakers.

## Pós-NBA

### Carreira na TV
Worthy era analista de estúdio no programa de pré-jogo e pós-jogo das transmissões dos jogos dos Lakers em Los Angeles; Ele também atuou como analista da NBC para a KCBS-TV em Los Angeles.
Worthy já atuou em vários programas de televisão. Ele retratou o Klingon Koral no episódio de Star Trek: The Next Generation no episódio "Gambit, Part II". Ele também estrelou como si mesmo em Everybody Loves Raymond e Webster.

### Carreira como treinador
Em 28 de setembro de 2015, Worthy foi contratado para trabalhar na comissão técnica dos Lakers, com foco nos grandes homens da equipe.

### Filantropia
Worthy é o fundador da Fundação James Worthy e dedica uma quantidade substancial de seu tempo e recursos para apoiar organizações comunitárias sem fins lucrativos, como Boys & Girls Clubs, Big Brothers of America, YMCA e outros.

## Vida pessoal
Worthy foi casado com Angela Wilder de 1984 a 1996; eles têm duas filhas, Sable e Sierra Worthy.

## Estatísticas na NBA
| † | Campeão da temporada da NBA |

### Temporada Regular
| Ano      | Equipe  | PJ  | PT  | MPJ  | AP   | 3P   | LL   | RT  | AS  | BR  | TO  | PPJ  |
| -------- | ------- | --- | --- | ---- | ---- | ---- | ---- | --- | --- | --- | --- | ---- |
| 1982-83  | Lakers  | 77  | 1   | 25.6 | .579 | .250 | .624 | 5.2 | 1.7 | 1.2 | 0.8 | 13.4 |
| 1983-84  | Lakers  | 82  | 53  | 29.5 | .556 | .000 | .759 | 6.3 | 2.5 | 0.9 | 0.9 | 14.5 |
| 1984-85  | Lakers† | 80  | 76  | 33.7 | .572 | .000 | .776 | 6.4 | 2.5 | 1.1 | 0.8 | 17.6 |
| 1985-86  | Lakers  | 75  | 73  | 32.7 | .579 | .000 | .771 | 5.2 | 2.7 | 1.1 | 1.0 | 20.0 |
| 1986-87  | Lakers† | 82  | 82  | 34.4 | .539 | .000 | .751 | 5.7 | 2.8 | 1.3 | 1.0 | 19.4 |
| 1987-88  | Lakers† | 75  | 72  | 35.4 | .531 | .125 | .796 | 5.0 | 3.9 | 1.0 | 0.7 | 19.7 |
| 1988-89  | Lakers  | 81  | 81  | 36.5 | .548 | .087 | .782 | 6.0 | 3.6 | 1.3 | 0.7 | 20.5 |
| 1989-90  | Lakers  | 80  | 80  | 37.0 | .548 | .306 | .782 | 6.0 | 3.6 | 1.2 | 0.6 | 21.1 |
| 1990-91  | Lakers  | 78  | 74  | 38.6 | .492 | .289 | .797 | 4.6 | 3.5 | 1.3 | 0.4 | 21.4 |
| 1991-92  | Lakers  | 54  | 54  | 39.0 | .447 | .209 | .814 | 5.6 | 4.7 | 1.4 | 0.4 | 19.9 |
| 1992-93  | Lakers  | 82  | 69  | 28.8 | .447 | .270 | .810 | 3.0 | 3.4 | 1.1 | 0.3 | 14.9 |
| 1993-94  | Lakers  | 80  | 2   | 20.0 | .406 | .288 | .741 | 2.3 | 1.9 | 0.6 | 0.2 | 10.2 |
| Carreira |         | 926 | 717 | 32.4 | .521 | .241 | .769 | 5.1 | 3.0 | 1.1 | 0.7 | 17.6 |
| All-Star |         | 7   | 3   | 20.3 | .442 | .000 | .667 | 3.7 | 1.3 | 1.0 | 0.6 | 10.6 |

### Playoffs
|  | MVP das finais |

| Ano      | Equipe  | PJ  | PT  | MPJ  | AP   | 3P   | LL   | RT  | AS  | BR  | TO  | PPJ  |
| -------- | ------- | --- | --- | ---- | ---- | ---- | ---- | --- | --- | --- | --- | ---- |
| 1983-84  | Lakers  | 21  | 8   | 33.7 | .599 | .500 | .609 | 5.0 | 2.7 | 1.3 | 0.5 | 17.7 |
| 1984-85  | Lakers† | 19  | 19  | 32.9 | .622 | .500 | .676 | 5.1 | 2.2 | 0.9 | 0.7 | 21.5 |
| 1985-86  | Lakers  | 14  | 14  | 38.5 | .558 | .000 | .681 | 4.6 | 3.2 | 1.1 | 0.7 | 19.6 |
| 1986-87  | Lakers† | 18  | 18  | 37.8 | .591 | .000 | .753 | 5.6 | 3.5 | 1.6 | 1.2 | 23.6 |
| 1987-88  | Lakers† | 24  | 24  | 37.3 | .523 | .111 | .758 | 5.8 | 4.4 | 1.4 | 0.8 | 21.1 |
| 1988-89  | Lakers  | 15  | 15  | 40.0 | .567 | .375 | .788 | 6.7 | 2.8 | 1.2 | 1.1 | 24.8 |
| 1989-90  | Lakers  | 9   | 9   | 40.7 | .497 | .250 | .837 | 5.6 | 3.0 | 1.6 | 0.3 | 24.2 |
| 1990-91  | Lakers  | 18  | 18  | 40.7 | .465 | .167 | .736 | 4.1 | 3.9 | 1.1 | 0.1 | 21.1 |
| 1992-93  | Lakers  | 5   | 0   | 29.6 | .372 | .250 | .600 | 3.4 | 2.6 | 1.0 | 0.0 | 13.8 |
| Carreira |         | 143 | 125 | 37.0 | .544 | .209 | .727 | 5.2 | 3.2 | 1.2 | 0.7 | 21.1 |

## Prêmios e Homenagens
- Campeão da NBA: 1984-85, 1986-87, 1987-88
  - NBA Finals Most Valuable Player Award (MVP das Finais): 1987-88
- 7 vezes NBA All-Star Game: 1985-86, 1986-87, 1987-88, 1988-89, 1989-90, 1990-91, 1991-92
- 2 vezes All-NBA Team:
  - Terceiro time: 1989-90, 1990-91
- NBA All-Rookie Team: 1982-83